# Rudolf Ahlsell

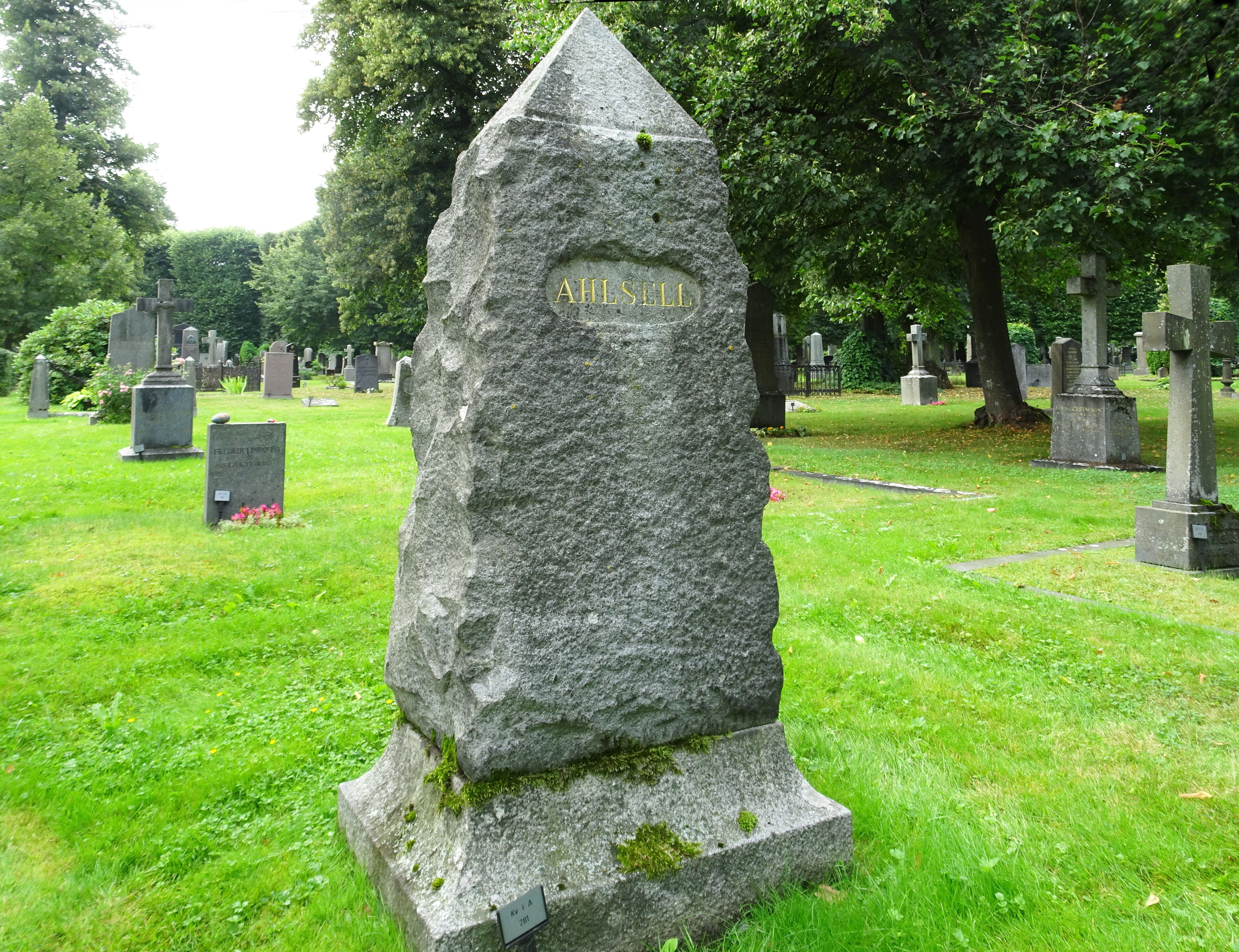
Ahlsells familjegrav på Norra begravningsplatsen, augusti 2022.

Rudolf Ludvig Ahlsell, född 14 februari 1872 i Deutschbrod i Böhmen i Österrike-Ungern, död 21 januari 1933 i Stockholm, var en svensk civilingenjör och företagare samt medgrundare av företaget inom VVS-branschen som idag kallas Ahlsell.

## Biografi
Rudolf Ahlsell var son till överingenjören Adolf Ahlsell (1844–1916) och Olga Lindström (1845–1898). Han avlade studentexamen vid Realläroverket i Stockholm 1891 och avlade civilingenjörsexamen vid Kungliga Tekniska Högskolan 1895. Ahlsell var arbetsledare vid bygget av Djurgårdsbron 1895–1898 och ingenjör vid uppförandet av Värtagasverkets byggnader 1989–1901. Det följde studieresor till Tyskland och USA mellan 1901 och 1902. Därefter var han konsulterande ingenjör inom gasverksfacket.
Tillsammans med sin yngre bror Herman (1873–1947) grundade han 1903 firman R Ahlsell & Co (dagens Ahlsell) och bildade sedan AB Ahlsell & Ahrens där han även blev verkställande direktör. Företaget sålde gasverksapparater, kol- och transportanläggningar, värmepannor, rör och chamottetegel. Produkterna importerades främst från Tyskland. Efter 1909 tillhörde han ledningen i AB Ahlsell & Bernström. Han utnämndes till brasiliansk konsul 1916 och kammarherre 1922. Under första världskriget var han aktiv inom Röda korset.

### Privatliv
Ahlsell var gift första gången 1906–1911 med Anna Lindström (född 1887) och andra gången från 1925 med Margit Silfwerswärd (född 1898). I första äktenskapet föddes två söner Sten (född 1907) och Rolf (född 1908). Rudolf Ahlsell är begravd på Norra begravningsplatsen där han gravsattes den 10 mars 1933 i familjegraven. I samma grav finns även föräldrarna och brodern Herman.